# Cenopalpus pennatisetis
Cenopalpus pennatisetis är en spindeldjursart som först beskrevs av Wainstein 1958.  Cenopalpus pennatisetis ingår i släktet Cenopalpus och familjen Tenuipalpidae. Inga underarter finns listade i Catalogue of Life.